# بغية الوعاة في طبقات اللغويين والنحاة
بغية الوعاة في طبقات اللغويين والنحاة هو كتاب من تأليف عبد الرحمن أبى بكر السيوطي (849 هـ / 1445 م - 911 هـ / 1505 م) جمع فيه تراجم علماء اللغة والنحو من جميع الكتب التي سبقته في هذا الشأن، وزاد عليها ما انتقاه من كتب الأدب والتاريخ والتراجم ومعاجم الشيوخ ومقدمات الكتب وغير ذلك.

## خلفية
يعد كتاب بغية الوعاة أشمل كتاب ألّف في هذا الفن من الكتب التي سبقته، أتى فيه على ما في الكتب السابقة وأضاف إليها ما فاتها من تراجم، وما وقع له من أخبار شيوخه ومعاصريه، كما ان السيوطي نقل عن كتب أصبحت مفقودة وأخرى بقيت مخطوطة، صوّب نصوص كثيرة، وأكمل نواحي النقص فيها، وكشف الغموض عما أبهم منها. وقال في وصفه للكتاب «بنيتُ فيه للنّحاة طبقاتٍ قواعدها على ممرّ الزمان لا تهِى، وأحييتُ فيه ميتَهم فلم أغادر شهيرا ولا خاملا إلا نظمتهُ في سِلْك عِقْدِه البَهِى»، أودع فيه جميع ما في كتب الأدب والتاريخ، حيث قال «من ترجمة نحويٍّ طالتْ أو قصرت، خفيَتْ أخباره أو اشتهرتْ»، وقد رُتِبَ الكتاب تراجمه على حروف المعجم، وابتدأها بالمحمدين ثم بالأحمدين تبرّكاً، جعل السيوطي في آخرها باباً في الكنى والألقات والنسب والإضافات، وآخر في المؤتلف، وهو المتفق خطاً والمختلف لفظاً، وباباً في الآباء والأبناء والأحفاد والأخوة والأقارب، وباباً في أحاديث منتقاة من الطبقات الكبرى له. وذكر في آخر الكتاب انه فرغ من تأليفه في شهر شعبان سنة 871 هـ.